# Eggenburg

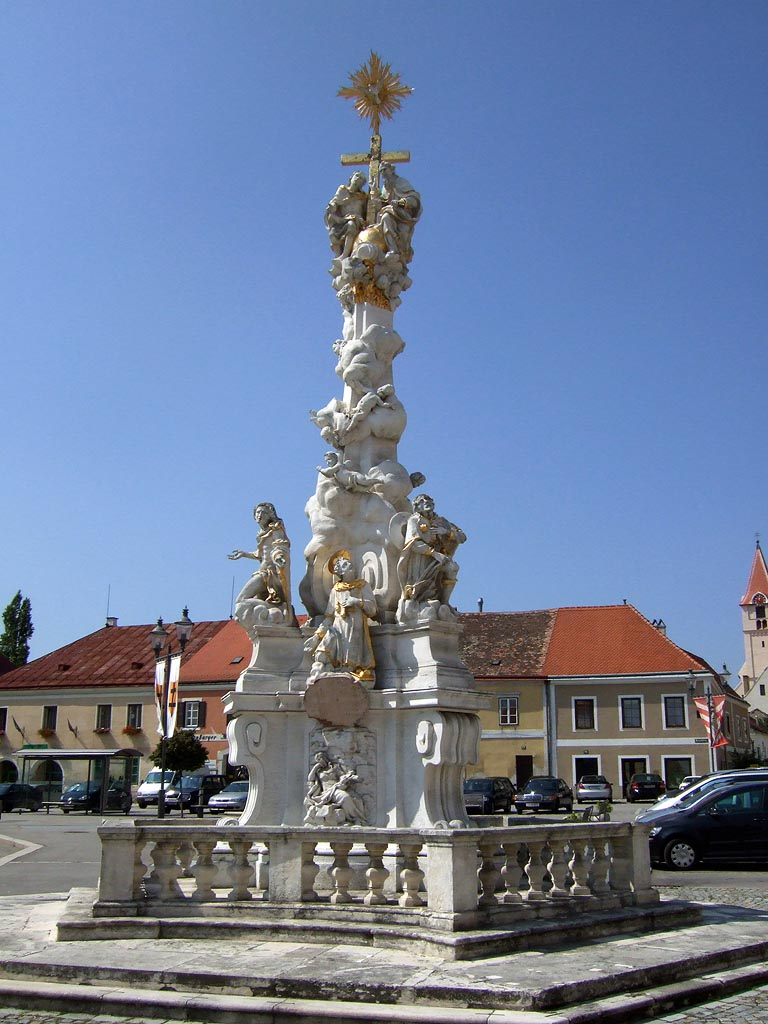
Pestkolonnen

Eggenburg är en stad och en kommun i distriktet Horn i förbundslandet Niederösterreich i Österrike. Eggenburg är beläget cirka 14 kilometer öster om distriktshuvudorten Horn.

## Historia
I mitten av 1100-talet grundades Eggenburg som gräns- och borgstad. På 1300- och 1400-talen byggdes befästningen ut men stod inte emot vare sig husiter eller ungrare. Stadens blomstringstid började först på 1500-talet när den utvecklades till marknads- och handelsstad.
Efter en stor brandkatastrof 1808 började Eggenburgs nedgång, som hejdades först när Franz-Josefsbanan byggdes 1870. 

## Stadsbild och sevärdheter
I gamla staden står hus från 1500- till 1700-talen. Runt torget finns sengotiska hus, bland annat ”det målade huset” från 1547. På torget finns Martinsbrunnen, skampålen, Mariakolonnen och trefaldighetskolonnen, en barock pestkolonn.
Stadskyrkan uppfördes på 1100- till 1400-talen. Tornen är romanska, själva kyrkan och altaret samt predikstolen gotiska. Även Bürgerspital (ett medeltida sjukhus) med Martinskapellet är gotiska.
Den medeltida staden är omgiven av en väl bevarad, upp till 8 meter hög stadsmur med torn. 

### Museer
- Krahuletzmuseet visar folklore och en geologisk-paleontologisk samling. Johann Krahuletz var en österrikisk geolog från Eggenburg.
- Motorcykel- och teknikmuseet

## Kommunikationer
Eggenburg ligger vid Franz-Josefsbanan.
Genom Eggenburg går vägarna B35 (Pulkau – Krems an der Donau) och B303 (Horn-Hollabrunn).

## Orter
Kommunen består av fyra orter (Ortschaften) (inom parentes invånarantal 1 januari 2024):
- Eggenburg (3 061)
- Engelsdorf (103)
- Gauderndorf (101)
- Stoitzendorf (243)